# 1941 en rugby à XV
Chronologie du rugby à XV
1940 en rugby à XV - 1941 en rugby à XV - 1942 en rugby à XV
Les faits marquants de l'année 1941 en rugby à XV

## Événements

### Juillet
Vichy

## Naissances
- 2 avril : Francis Jimenez, demi d'ouverture